# Xinkai

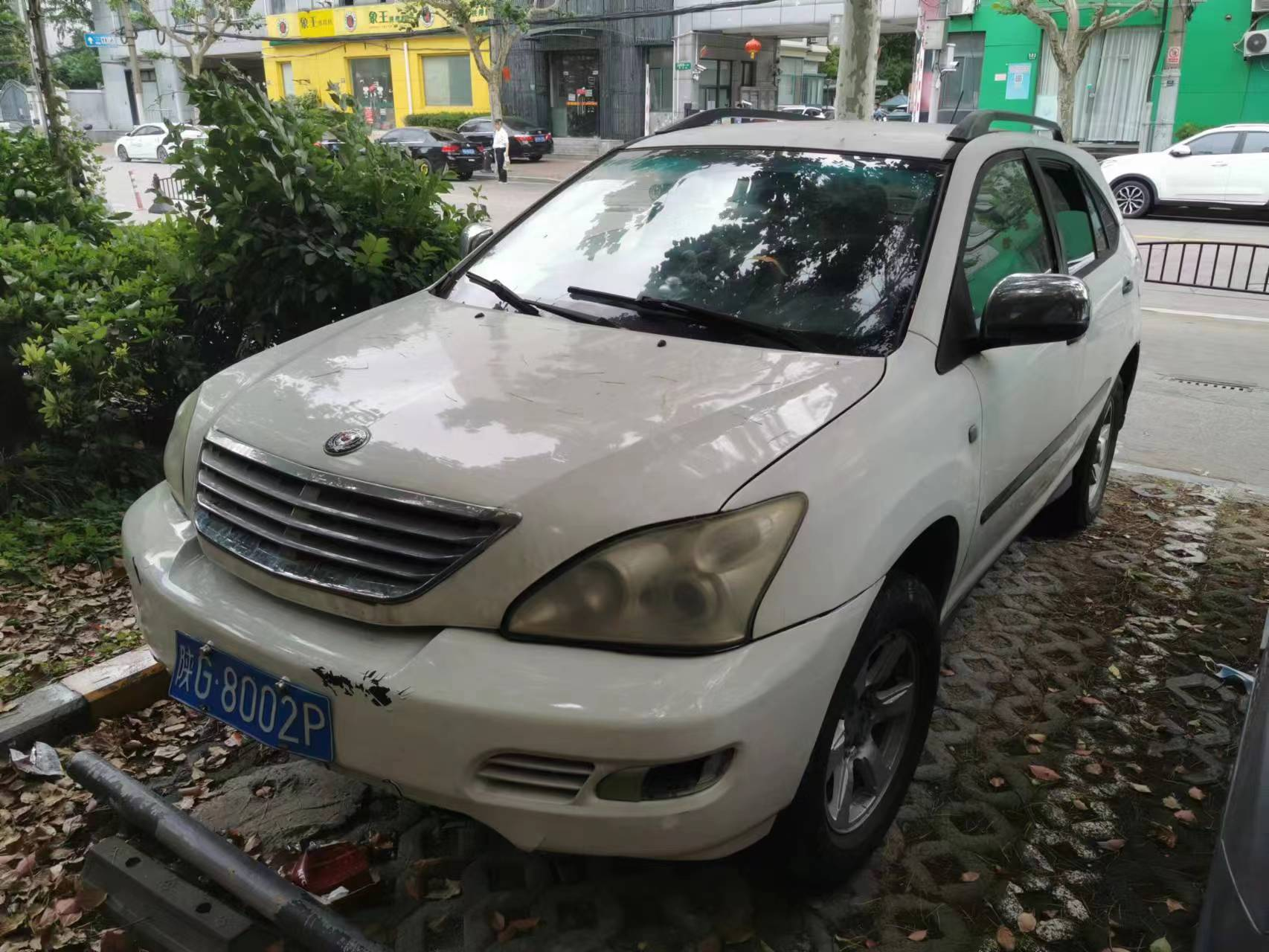
Xinkai Kaisheng

Xinkai – chińskie przedsiębiorstwo branży motoryzacyjnej, zajmujące się produkcją samochodów sportowo-użytkowych, pick-upów, samochodów dostawczych i mikrobusów. Przedsiębiorstwo zostało założone w 1984 roku, a jego siedziba znajduje się w Gaobeidian, w prowincji Hebei.